# Valentin Kononen
Valentin Kononen (Helsinki, 7 maart 1969) is een voormalig Finse snelwandelaar. Hij behoorde lange tijd tot de wereldtop van het 50 km snelwandelen. Zijn grootste succes was het behalen van de titel tijdens de WK 1995 in Göteborg. Hij haalde ook nog een zilveren medaille op de WK 1993 en de EK 1998.
Juist toen de EK 1994 in zijn geboorteland werd gehouden, faalde Kononen echter en viel uit de kopgroep terug naar een zevende plaats. Ook op de Olympische Spelen bleven successen uit, hij werd tweemaal zevende, en eenmaal gediskwalificeerd.

## Titels
- Wereldkampioen 50 km snelwandelen – 1995
- Nordic kampioen 20 km snelwandelen – 1992, 1994
- Fins kampioen 20 km snelwandelen – 1991, 1992, 1994, 1995, 1997, 1999, 2000
- Fins kampioen 50 km snelwandelen – 1994
- Fins kampioen 5000 m snelwandelen (indoor) – 1995, 1998, 1999,

## Prestaties
| Jaar | Wedstrijd                | Plaats    | Resultaat | Extra |
| ---- | ------------------------ | --------- | --------- | ----- |
| 1990 | EK                       | Split     | 6e        | 50 km |
| 1991 | WK                       | Tokio     | 5e        | 50 km |
| 1992 | OS                       | Barcelona | 7e        | 50 km |
| 1993 | Wereldbeker snelwandelen | Monterrey | 6e        | 50 km |
| 1993 | WK                       | Stuttgart | 2e        | 50 km |
| 1994 | EK                       | Helsinki  | 7e        | 50 km |
| 1995 | Wereldbeker snelwandelen | Peking    | 3e        | 50 km |
| 1995 | WK                       | Göteborg  | 1e        | 50 km |
| 1996 | OS                       | Atlanta   | 7e        | 50 km |
| 1997 | Wereldbeker snelwandelen | Poděbrady | 3e        | 50 km |
| 1997 | WK                       | Athene    | 9e        | 50 km |
| 1998 | EK                       | Boedapest | 2e        | 50 km |

## Persoonlijke records
| Onderdeel             | Prestatie | Datum            | Plaats            |
| --------------------- | --------- | ---------------- | ----------------- |
| 5000 m snelwandelen   | 18.52,24  | 25 juni 1995     | Lapinlahti        |
| 10.000 m snelwandelen | 39.23,44  | 26 augustus 1995 | Helsinki          |
| 20.000 m snelwandelen | 1:22.22,6 | 8 mei 1993       | Bergen            |
| 20 km snelwandelen    | 1:20.24   | 7 mei 2000       | Heinola           |
| 30 km snelwandelen    | 2:07.37   | 25 januari 1998  | Mollet del Vallés |
| 50 km snelwandelen    | 3:39.34   | 25 maart 2000    | Dudince           |

1976 Veniamin Soldatenko ·
1983: Ronald Weigel ·
1987: Hartwig Gauder ·
1991: Aleksandr Potasjov ·
1993: Jesús Ángel García ·
1995: Valentin Kononen ·
1997: Robert Korzeniowski ·
1999: Ivano Brugnetti ·
2001: Robert Korzeniowski ·
2003: Robert Korzeniowski ·
2005: Sergej Kirdjapkin ·
2007: Nathan Deakes ·
2009: Sergej Kirdjapkin ·
2011: Sergej Bakoelin ·
2013: Robert Heffernan ·
2015: Matej Tóth ·
2017: Yohann Diniz ·
2019: Yusuke Suzuki